# Jadwiga Piłsudska
Jadwiga Piłsudska po mężu Jaraczewska (ur. 28 lutego 1920 w Warszawie, zm. 16 listopada 2014 tamże) – polska architekt, córka Aleksandry Szczerbińskiej i Józefa Piłsudskiego, porucznik pilot Wojska Polskiego.

## Życiorys

### Młodość
Urodziła się 28 lutego 1920 jako druga z przedślubnych córek Józefa Piłsudskiego i Aleksandry Szczerbińskiej (jej ojcem chrzestnym był Walery Sławek). Młodość spędziła głównie w Warszawie, gdzie mieszkała z rodziną w Belwederze oraz w Sulejówku w dworku „Milusin” podarowanym Piłsudskiemu przez żołnierzy. Chodziła do przedszkola zorganizowanego w Belwederze dla dzieci żołnierskich. 1 lipca 1928 razem z siostrą, Wandą, została matką chrzestną dwóch statków, nazwanych odpowiednio „Jadwiga” i „Wanda”. Po śmierci Piłsudskiego, 2 kwietnia 1936 Rada Familijna, powołana do opieki nad obiema córkami, wyraziła zgodę na zakup dla nich folwarku na wschodzie Polski. 
11 i 12 maja 1936 wzięła udział w uroczystościach pogrzebowych prochów babki, Marii z Billewiczów sprowadzonych do Wilna zgodnie z ostatnim życzeniem ojca. Wspólnie z matką Aleksandrą i siostrą Wandą ustawiły w krypcie urnę z sercem Piłsudskiego. W 1937 r. zaczęła latać na szybowcach. Wspólnie z siostrą Wandą uczęszczała do Gimnazjum Żeńskiego im. Wandy z Posseltów Szachtmajerowej, gdzie w maju 1938 zdała egzamin dojrzałości z wynikiem bardzo dobrym. Tuż po maturze wyjechała na kurs szybowcowy na wołyńskiej Sokolej Górze, gdzie po trzech tygodniach – w czerwcu 1938 – zdobyła przeszkolenie szybowcowe kategorii B. Po maturze planowała podjąć studia na Politechnice Warszawskiej jesienią 1938, a później poświęcić się lotnictwu i pracy konstruktorskiej. Szkoliła się też w Bezmiechowej w Bieszczadach. Latała również w Aeroklubie Warszawskim z lotniska mokotowskiego. Najdłuższy przelot wykonała na szybowcu WWS-3 Delfin w 1939 Po uzyskaniu wszystkich kategorii szybowcowych (A, B, C i - najwyższej – D) rozpoczęła loty wyczynowe. Latała m.in. na szybowcach IS-B Komar, CW-5 bis. Należała też do Przysposobienia Wojskowego Kobiet. 

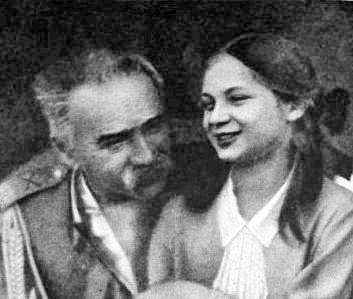
Jadwiga z ojcem

Po ewakuacji podjęła studia na Newnham College Uniwersytetu Cambridge na kierunku architektura, które ukończyła z dyplomem magistra inżyniera architekta w 1946 w Polskiej Szkole Architektury przy Uniwersytecie w Liverpoolu. Studiowała również urbanistykę i psychologię.

### II wojna światowa

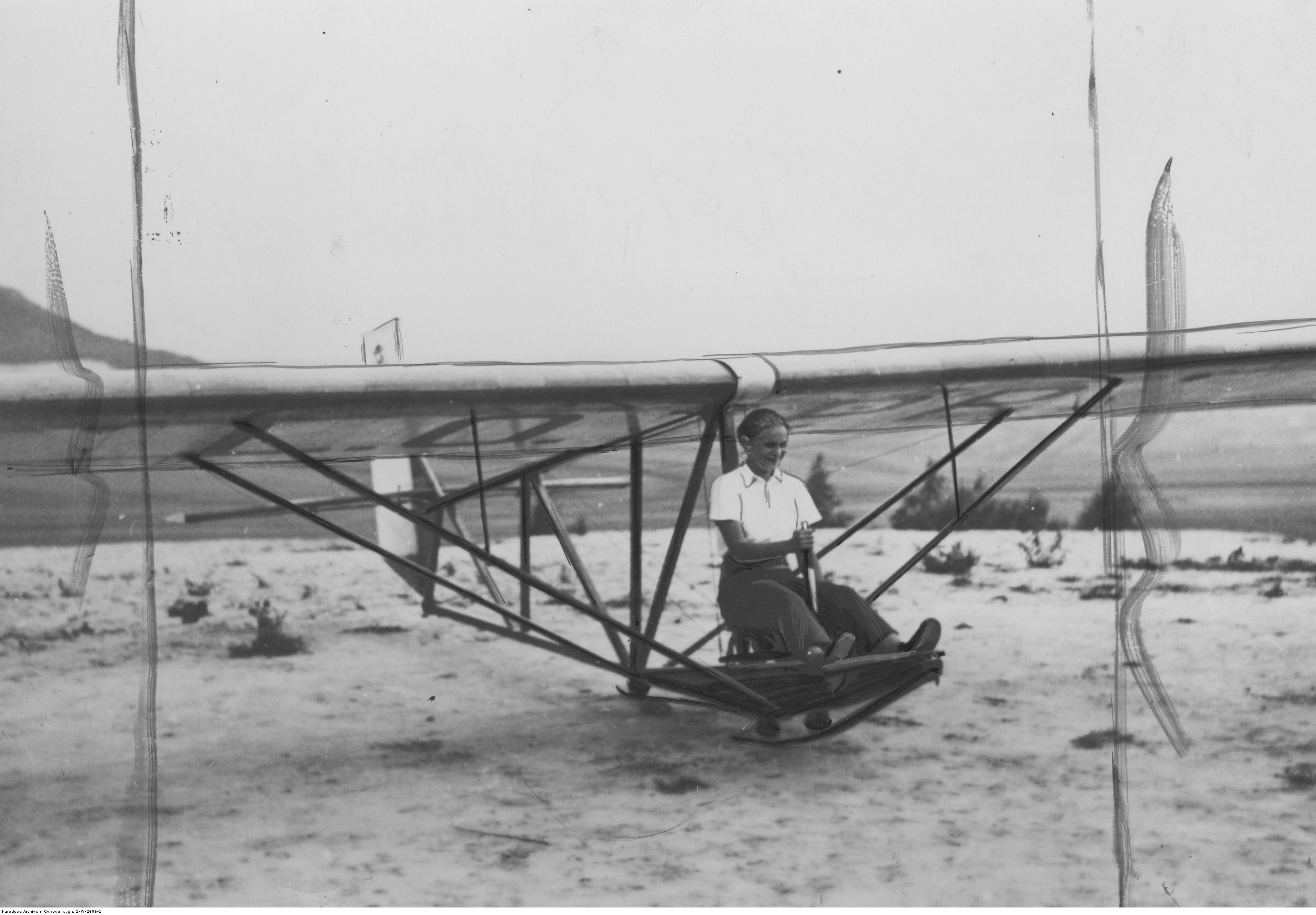
J. Piłsudska podczas ćwiczeń na szybowcu Wrona-bis (1937)

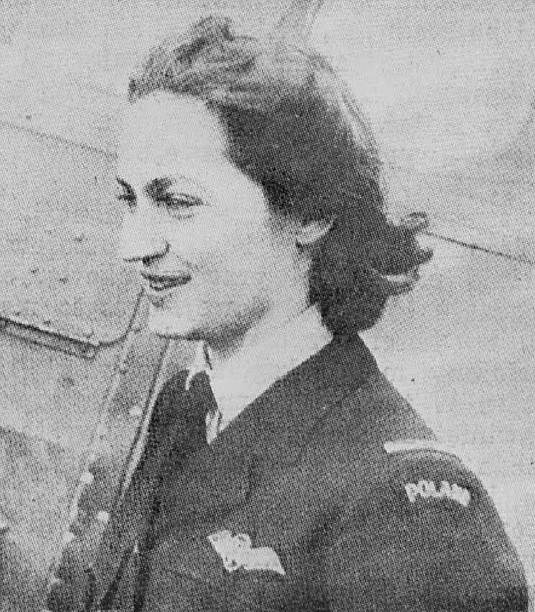
Jadwiga Piłsudska jako pilot transportowy podczas wojny ok. 1943

We wrześniu 1939 wraz z matką i siostrą znalazły się w Wilnie, skąd po agresji ZSRR na Polskę wyjechały do Kowna, a następnie zostały ewakuowane specjalnym samolotem przez Łotwę i Szwecję do Anglii. Od momentu przyjazdu do Anglii starała się o przyjęcie do Air Transport Auxiliary, jednak ze względu na młody wiek uzyskiwała odmowne odpowiedzi. W lipcu 1942 została przyjęta do Pomocniczej Lotniczej Służby Kobiet (podległej brytyjskiej pomocniczej służbie Royal Air Force Women’s Auxiliary Air Force). Jako trzecia Polka (por. Stefania Wojtulanis i por. Anna Leska były jednymi z pierwszych cudzoziemek w ATA) i jedna z ponad setki kobiet wstąpiła do Air Transport Auxiliary, służby pomocniczej Royal Air Force. Po przeszkoleniu rozpoczęła służbę w stopniu podporucznika czasu wojny. Służyła tam dwa lata osiągając ostatecznie stopień porucznika czasu wojny (Second Officer). Stacjonowała głównie w White Waltham pod Londynem m.in. z Anną Leską, Stefanią Wojtulanis, Klemensem Długaszewskim i Władysławem Turowiczem. Przez pewien czas mieszkała w samym Londynie. Jako ferry-pilot transportowała różne rodzaje samolotów (m.in. także dwusilnikowe bombowce) z fabryk na lotniska bojowe w całej Wielkiej Brytanii oraz uszkodzone samoloty do remontu. Latała na różnych typach samolotów, m.in.: Taylorcraft Auster, Fairey Barracuda, Fairchild Argus, Hawker Hart, North American Harvard, Hawker Hurricane, Avro 621 Tutor, Piper Cub, De Havilland Tiger Moth, Miles Magister, Fairey Albacore, Boulton Paul Defiant, Fairey Firefly, Westland Lysander, Miles Master, North American P-51 Mustang, Percival Proctor, Supermarine Spitfire (m.in. typy: Mk. V, Mk. VB, Mk. VI, Mk. IX, Mk. XII), Avro Anson, Airspeed Oxford, De Havilland Dragon Rapide. W czasie wojny wylatała 312 godzin za sterami 21 różnych typów samolotów bojowych (myśliwcach, bombowcach i samolotach wielozadaniowych), wykonując średnio dwa loty dziennie. W czasie swojej służby nie miała żadnego wypadku, a jej przełożeni w opinii wydanej w listopadzie 1943 ocenili ją jako niezwykle obiecującą pilotkę o umiejętnościach powyżej przeciętnej.
Jesienią 1990 powróciła do Polski na stałe.
W 2005 został zrealizowany film dokumentalny Polki nad Londynem o służbie w lotnictwie por. pil. Jadwigi Piłsudskiej, kpt. pil. Stefanii Wojtulanis i kpt. pil. Anny Leskiej. Piłsudska jest także bohaterką trzech odcinków cyklu dokumentalnych programów o ludziach zasłużonych dla Polski emitowanych przez TVP1 pt. Notacje-Jadwiga Piłsudska-Jaraczewska. Kiedy zaczęłam latać, Mój dom rodzinny, Mój ojciec (autor Krzysztof Tadej). Wystąpiła również w filmie Marka Widarskiego Kobiety i wojna opowiadającym o losach czternastu młodych kobiet, które brały udział w II wojnie światowej. 11 sierpnia 2006 w Muzeum Lotnictwa Polskiego w Krakowie została otwarta wystawa Ojczyźnie można służyć wszędzie … Jadwiga Piłsudska, Anna Leska i Stefania Wojtulanis w Air Transport Auxiliary.
Zmarła 16 listopada 2014 w Warszawie. Została pochowana na cmentarzu Powązkowskim (kwatera 6-5-29).

### Życie prywatne

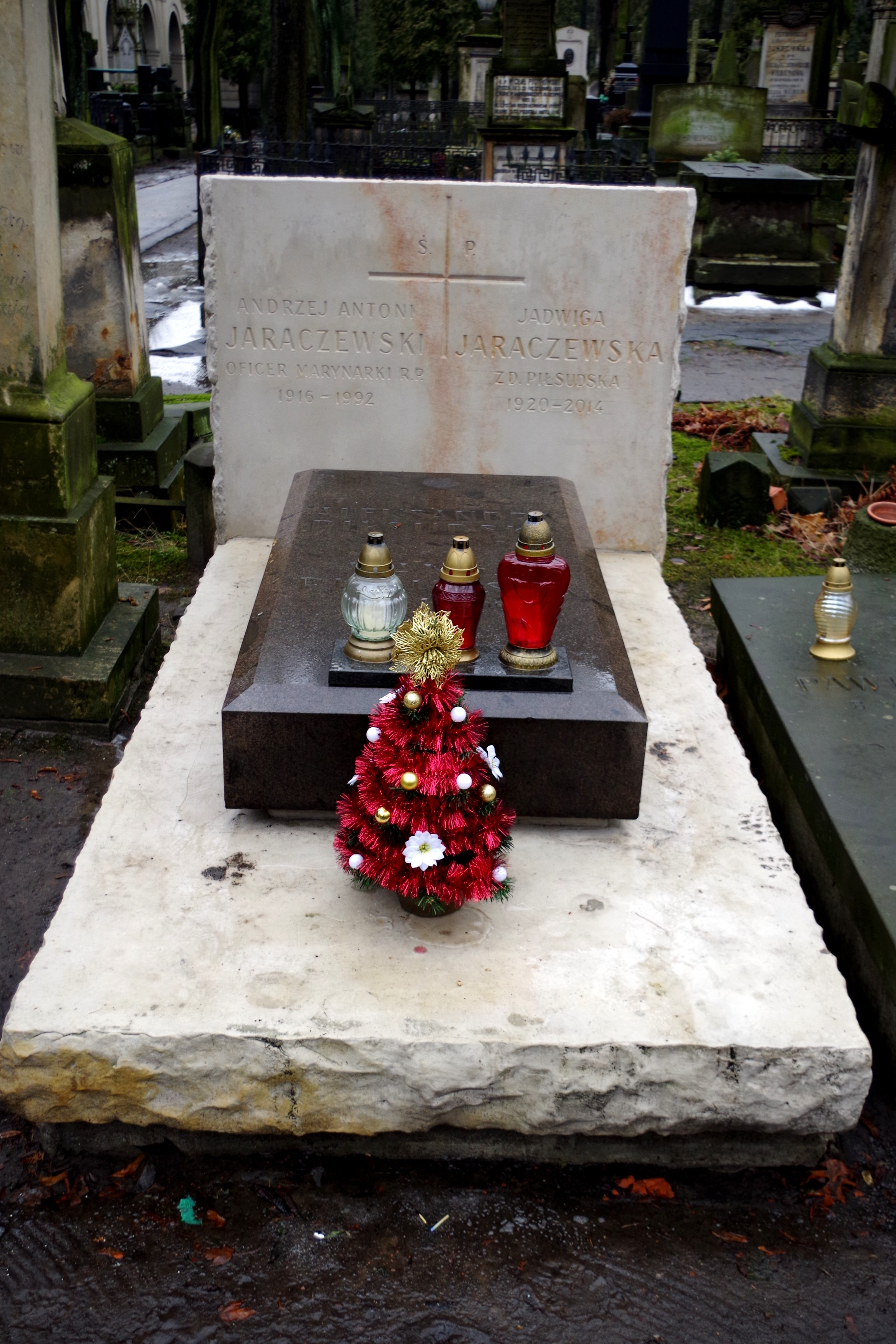
Grób Aleksandry, Jadwigi i Wandy Piłsudskich oraz kapitana Andrzeja Jaraczewskiego na cmentarzu Powązkowskim w Warszawie

W 1944 wyszła za kpt. Andrzeja Jaraczewskiego, oficera Marynarki Wojennej. Po wojnie przebywała w Anglii na emigracji, gdzie pracowała jako architekt, a także prowadziła z mężem firmę. Miała dwoje dzieci, syna Krzysztofa i córkę Joannę (obecnie żonę Janusza Onyszkiewicza), oboje są również architektami. Wraz z rodziną angażowała się w działalność Instytutu Józefa Piłsudskiego Poświęconego Badaniu Najnowszej Historii Polski i Fundacji Rodziny Józefa Piłsudskiego, którą założyła z siostrą Wandą.

## Odznaczenia i wyróżnienia
Za swoją służbę została odznaczona Brązowym Krzyżem Zasługi z Mieczami. W dniu swych urodzin, 28 lutego 2008 r. została odznaczona przez Prezydenta RP Lecha Kaczyńskiego Krzyżem Komandorskim Orderu Odrodzenia Polski. W 2009 otrzymała odznakę weterana ATA od ambasadora brytyjskiego w Warszawie.
W 2010 r. otrzymała odznakę pamiątkową Centrum Szkolenia Inżynieryjno-Lotniczego w Dęblinie. W sierpniu 2007 roku otrzymała wyróżnienie „Błękitne Skrzydła”, przyznawane przez redakcję „Skrzydlatej Polski”.
W 2023 została bohaterką jednej z misji gry komputerowej „Lotnicy – wojna w przestworzach”.

## Genealogia
| Praprapradziadkowie | Kazimierz Ludwik Piłsudski ∞ 1750 Rozalia Puzyna                            | Walerian Bilewicz ∞ Połubińska                                              | Ignacy Butler ∞ N.N.                                                        | Billewicz ∞ N.N.                                                            | Adam Billewicz ∞ N.N.                                                   | Kownacki ∞ N.N.                                                         | Joachim Michałowski (1744–1831) ∞ Ludwika Taraszkiewicz (1784–1836)     | Wincenty Butler (zm. 1843) ∞ Małgorzata Billewicz (zm. ok. 1861)        | Szczerbiński ∞ N.N.                                                       | N.N. ∞ N.N.                                                               | N.N. ∞ N.N.                                                               | N.N. ∞ N.N.                                                               | Zahorski ∞ N.N.                                                           | N.N. ∞ N.N.                                                               | Truskolaski ∞ N.N.                                                        | N.N. ∞ N.N.                                                               |
| Prapradziadkowie    | Kazimierz Piłsudski (1752-ok. 1820) ∞ Anna Billewicz (1761–1837)            | Kazimierz Piłsudski (1752-ok. 1820) ∞ Anna Billewicz (1761–1837)            | Wincenty Butler (zm. 1843) ∞ Małgorzata Billewicz (zm. ok. 1861)            | Wincenty Butler (zm. 1843) ∞ Małgorzata Billewicz (zm. ok. 1861)            | Kacper Billewicz (zm. ok. 1840) ∞ Kownacka                              | Kacper Billewicz (zm. ok. 1840) ∞ Kownacka                              | Wojciech Michałowski ∞ Elżbieta Butler (zm. 1894)                       | Wojciech Michałowski ∞ Elżbieta Butler (zm. 1894)                       | Antoni Szczerbiński (ur. ok. 1793) ∞ Katarzyna Różewska (ur. ok. 1790)    | Antoni Szczerbiński (ur. ok. 1793) ∞ Katarzyna Różewska (ur. ok. 1790)    | Dominik Dyrmejko ∞ Franciszka Fieleska                                    | Dominik Dyrmejko ∞ Franciszka Fieleska                                    | Zahorski ∞ N.N.                                                           | Zahorski ∞ N.N.                                                           | Truskolaski ∞ N.N.                                                        | Truskolaski ∞ N.N.                                                        |
| Pradziadkowie       | Piotr Paweł Piłsudski (1794–1851) ∞ 1832 Teodora Urszula Butler (1811–1886) | Piotr Paweł Piłsudski (1794–1851) ∞ 1832 Teodora Urszula Butler (1811–1886) | Piotr Paweł Piłsudski (1794–1851) ∞ 1832 Teodora Urszula Butler (1811–1886) | Piotr Paweł Piłsudski (1794–1851) ∞ 1832 Teodora Urszula Butler (1811–1886) | Antoni Billewicz (1815–1860) ∞ Helena Michałowska (zm. 1846)            | Antoni Billewicz (1815–1860) ∞ Helena Michałowska (zm. 1846)            | Antoni Billewicz (1815–1860) ∞ Helena Michałowska (zm. 1846)            | Antoni Billewicz (1815–1860) ∞ Helena Michałowska (zm. 1846)            | Michał Szczerbiński (ur. 1820) ∞ 1841 Anna Dyrmejko (ur. ok. 1816)        | Michał Szczerbiński (ur. 1820) ∞ 1841 Anna Dyrmejko (ur. ok. 1816)        | Michał Szczerbiński (ur. 1820) ∞ 1841 Anna Dyrmejko (ur. ok. 1816)        | Michał Szczerbiński (ur. 1820) ∞ 1841 Anna Dyrmejko (ur. ok. 1816)        | Stanisław Zahorski ∞ Karolina Truskolaska (zm. 1901)                      | Stanisław Zahorski ∞ Karolina Truskolaska (zm. 1901)                      | Stanisław Zahorski ∞ Karolina Truskolaska (zm. 1901)                      | Stanisław Zahorski ∞ Karolina Truskolaska (zm. 1901)                      |
| Dziadkowie          | Józef Wincenty Piłsudski (1833–1902) ∞ 1863 Maria Billewicz (1842–1884)     | Józef Wincenty Piłsudski (1833–1902) ∞ 1863 Maria Billewicz (1842–1884)     | Józef Wincenty Piłsudski (1833–1902) ∞ 1863 Maria Billewicz (1842–1884)     | Józef Wincenty Piłsudski (1833–1902) ∞ 1863 Maria Billewicz (1842–1884)     | Józef Wincenty Piłsudski (1833–1902) ∞ 1863 Maria Billewicz (1842–1884) | Józef Wincenty Piłsudski (1833–1902) ∞ 1863 Maria Billewicz (1842–1884) | Józef Wincenty Piłsudski (1833–1902) ∞ 1863 Maria Billewicz (1842–1884) | Józef Wincenty Piłsudski (1833–1902) ∞ 1863 Maria Billewicz (1842–1884) | Piotr Paweł Szczerbiński (1846–1896) ∞ Julia Jadwiga Zahorska (1852–1894) | Piotr Paweł Szczerbiński (1846–1896) ∞ Julia Jadwiga Zahorska (1852–1894) | Piotr Paweł Szczerbiński (1846–1896) ∞ Julia Jadwiga Zahorska (1852–1894) | Piotr Paweł Szczerbiński (1846–1896) ∞ Julia Jadwiga Zahorska (1852–1894) | Piotr Paweł Szczerbiński (1846–1896) ∞ Julia Jadwiga Zahorska (1852–1894) | Piotr Paweł Szczerbiński (1846–1896) ∞ Julia Jadwiga Zahorska (1852–1894) | Piotr Paweł Szczerbiński (1846–1896) ∞ Julia Jadwiga Zahorska (1852–1894) | Piotr Paweł Szczerbiński (1846–1896) ∞ Julia Jadwiga Zahorska (1852–1894) |
| Rodzice             | Józef Piłsudski (1867–1935) ∞ 1921 Aleksandra Szczerbińska (1882–1963)      | Józef Piłsudski (1867–1935) ∞ 1921 Aleksandra Szczerbińska (1882–1963)      | Józef Piłsudski (1867–1935) ∞ 1921 Aleksandra Szczerbińska (1882–1963)      | Józef Piłsudski (1867–1935) ∞ 1921 Aleksandra Szczerbińska (1882–1963)      | Józef Piłsudski (1867–1935) ∞ 1921 Aleksandra Szczerbińska (1882–1963)  | Józef Piłsudski (1867–1935) ∞ 1921 Aleksandra Szczerbińska (1882–1963)  | Józef Piłsudski (1867–1935) ∞ 1921 Aleksandra Szczerbińska (1882–1963)  | Józef Piłsudski (1867–1935) ∞ 1921 Aleksandra Szczerbińska (1882–1963)  | Józef Piłsudski (1867–1935) ∞ 1921 Aleksandra Szczerbińska (1882–1963)    | Józef Piłsudski (1867–1935) ∞ 1921 Aleksandra Szczerbińska (1882–1963)    | Józef Piłsudski (1867–1935) ∞ 1921 Aleksandra Szczerbińska (1882–1963)    | Józef Piłsudski (1867–1935) ∞ 1921 Aleksandra Szczerbińska (1882–1963)    | Józef Piłsudski (1867–1935) ∞ 1921 Aleksandra Szczerbińska (1882–1963)    | Józef Piłsudski (1867–1935) ∞ 1921 Aleksandra Szczerbińska (1882–1963)    | Józef Piłsudski (1867–1935) ∞ 1921 Aleksandra Szczerbińska (1882–1963)    | Józef Piłsudski (1867–1935) ∞ 1921 Aleksandra Szczerbińska (1882–1963)    |
|                     | Jadwiga Piłsudska (ur. 1920, zm. 2014)                                      |                                                                             |                                                                             |                                                                             |                                                                         |                                                                         |                                                                         |                                                                         |                                                                           |                                                                           |                                                                           |                                                                           |                                                                           |                                                                           |                                                                           |                                                                           |